# Centrochthonius anatonus
Espèce
Centrochthonius anatonus est une espèce de pseudoscorpions de la famille des Pseudotyrannochthoniidae.

## Distribution
Cette espèce est endémique du district de Sankhuwasabha au Népal. Elle se rencontre vers Thudam.

## Description
La femelle holotype mesure 2,22 mm.

## Systématique et taxinomie
Cette espèce a été décrite par Harvey et Harms en 2022.

## Publication originale
- Harvey & Harms, 2022 : « The pseudoscorpion genus Centrochthonius (Pseudoscorpiones: Pseudotyrannochthoniidae) from central Asia and description of a new species from Nepal. » The Journal of Arachnology, vol. 50, no 2, p. 158–174.